# Джеваншир-Дизакский магал
Джеваншир-Дизакский магал (азерб. Cavanşir-Dizaq mahalı, арм. Դիզակի մագալ) — один из магалов Карабахского ханства. На сегодняшний день территория Джеваншир-Дизакского магала, будучи исторически небольшой по площади, соответствует территориям Физулинского района современного Азербайджана.

## Краткая информация
- Год создания — 1747 год
- Центр — село Гаджилу
- Крупные населенные пункты — Яглевенд, Сеидахмедли, Бёюк-Бахманлы.
- Соседние магалы — на западе — Хырдапара-Дизакское, на севере — Варандское, на востоке Демирчигасанлинское, на юге Ардебильское ханство.

## Происхождение названия
Название происходит от имени местного племени — джеванширов и «дизак» — в переводе «небольшая крепость, маленький форт».

## География
Самые низкие точки рельефа находятся в долинах рек Аракс (на юге) и Кондалан (на северо-востоке).

## История
До образования магала, здесь находилось армянское Дизакское меликство, в которой жили этнические армяне и управлялись армянским княжеским родом Мелик-Аванян.
Позже здесь обосновались джеванширы. Названия основных кланов джеванширов следующие: яглевенд, дедели, таметли, геджагёзлю, сейидахмедли, гервенд, демирли, сейидмахмудлу, моллафазилли, кёчерли, гарабурунлу, бегманлу, сариджалы.
Источники племенную конфедерацию Джаваншир размещают в начале XIX века (1826 г.) вокруг Заргяр, Дилагарда и других населенных пунктов.
Как сообщает в своей «Истории Карабаха» (1850) Мирза Джамал Джеваншир Карабагский, "род Панах-хана происходит от Дизакского Джеваншира из оймака Сарыджаллы, одной из ветвей племени Бахманлы, прибывшие сюда из Туркестана ".
Карабахское ханство состояло из 25 магалов — 1) Джеваншир-Дизак, 2) Хырдапара-Дизак, 3) Дизак, 4) Дизак-Джабраиллы, 5) Чулундур, 6) Пусиян, 7) Мехри, 8) Бергюшад, 9) Гарачорлу, 10) Багабюрд, 11) Кюпара, 12) Аджанан-Тюрк, 13) Сисиан, 14) Татев, 15) Варанда, 16) Хачын, 17) Челебиюрд, 18) Талыш, 19) Коланы, 20) Демирчигасанлы, 21) Ийирмидеорд, 22) Отузики, 23) Кебирли (I), 24) II Кебирли (II) и 25) Джеваншир.
Магалами управляли наибы, а селениями в составе магалов — кедхуды.
До 1747 Арасбар по большей части управлялся родовыми владетелями — беками, а в 1747, будучи присоединен к Карабахскому ханству, составляет особый Джеваншир-Дизакский магал, наиб которого живет в Гаджилу.
Магал создан на территории упразднённой Арасбарской области в результате магальной реформы Панах Али-хана.
Начиная с 1747 года с титулом наиба в Джеваншир-Дизакском магале правил Мухаммед-Шариф-бек Гаджилу-Джеваншир.
К середине XVIII в. магальные наибы пользовались всеми правами феодальных правителей — имели судебную и административную власть. В пределах своих владений наибы обладали феодальным иммунитетом. Они имели свои вооруженные отряды. Однако власть магальных наибов не выходила за пределы их укреплений и соседних селений.
В середине XVIII века карабахский род гаджилу-джеванширов основал здесь полунезависимое владение, которое сохраняло свою относительную автономию вплоть до российского завоевания в 1822 году.
В Джеваншир-Дизакском магале имелась фамилия, члены которой являлись управленцами при Карабахских ханах. Таковым являлся Касим-бек Джеваншир, имевший чин коллежского регистратора при кавказском наместничестве и управляющим магала, который был передан в управление рускому офицеру.
Магал был ликвидирован в 1840 году и преобразован в российскую провинцию. На основе царской реформы «Учреждение для управления Закавказским краем» от 10 апреля 1840 года в составе Каспийской области был образован Шушинский уезд. Джеваншир-Дизакский магал вошёл в состав Варандинского участка Шушинского уезда.

## Наибы
| Титул | Имя                                  | Начало замещения должности | Конец замещения должности |
| ----- | ------------------------------------ | -------------------------- | ------------------------- |
| Наиб  | Мухаммед-Шариф-бек Гаджилу-Джеваншир | 1747                       | 1761                      |
| Наиб  | Салиф-бек Гаджилу-Джеваншир          | 1761                       | 1777                      |
| Наиб  | Мухаммедхан-бек Гаджилу-Джеваншир    | 1777                       | 1794                      |
| Наиб  | Шариф-бек Гаджилу-Джеваншир          | 1794                       | 1805                      |
| Наиб  | Касим-бек Гаджилу-Джеваншир          | 1805                       | 1822                      |

## Экономика
Топографические и климатические условия магала служат причиной, что скотоводство составляет одно из наиболее выдающихся занятий населения, джаванширов составляет исключительный источник для их существования.

## Известные уроженцы
- Сафи-хан Джеваншир—азербайджанский военный деятель XVIII века.
- Мирза Джамал Джеваншир — везирь при карабахских ханах Ибрагим Халиле и Мехтикули-хане.